# Moments
Moments — концертный альбом Инны Желанной и группы Farlanders, записанный в Бремене 24 октября 1999 года и изданный в 2000-м фирмой Green Wave Records.

## Список композиций
| №                   | Название            | Автор(ы)                                                          | Длительность |
| ------------------- | ------------------- | ----------------------------------------------------------------- | ------------ |
| 1.                  | «До самого неба»    | Инна Желанная                                                     | 7:23         |
| 2.                  | «Вир-вир» (*)       | русская народная песня                                            | 5:14         |
| 3.                  | «Из под свет заря»  | русская народная песня в обр. Александра Слизунова                | 4:01         |
| 4.                  | «Туман»             | русская народная песня                                            | 4:22         |
| 5.                  | «Обрядовая»         | русская народная песня                                            | 5:36         |
| 6.                  | «Сероглазый»        | Инна Желанная                                                     | 3:26         |
| 7.                  | «Через садик»       | русская народная песня                                            | 4:44         |
| 8.                  | «Под Киевом»        | русская народная песня                                            | 8:14         |
| 9.                  | «Наберу травы» (*)  | музыка - Сергей Калачев, слова - Эдуард Вохмянин                  | 4:46         |
| 10.                 | «Сестра»            | Инна Желанная                                                     | 8:31         |
| 11.                 | «Колыбельная» (*)   | музыка - С. Калачев, И. Желанная слова - А. Слизунов, И. Желанная | 4:33         |
| 12.                 | «Мак»               | русская народная песня                                            | 10:45        |
| Общая длительность: | Общая длительность: | Общая длительность:                                               | 1:11:35      |

| №                   | Название                                          | Автор(ы)                                           | Длительность |
| ------------------- | ------------------------------------------------- | -------------------------------------------------- | ------------ |
| 1.                  | «До самого неба»                                  | Инна Желанная                                      | 7:38         |
| 2.                  | «Из-под свет заря»                                | русская народная песня в обр. Александра Слизунова | 4:00         |
| 3.                  | «Туман»                                           | русская народная песня                             | 4:28         |
| 4.                  | «Обрядовая»                                       | русская народная песня                             | 5:38         |
| 5.                  | «Сероглазый»                                      | Инна Желанная                                      | 3:26         |
| 6.                  | «Через садик»                                     | русская народная песня                             | 4:56         |
| 7.                  | «Под Киевом»                                      | русская народная песня                             | 7:08         |
| 8.                  | «7/8» (**) (на студийных альбомах не издавалась)  |                                                    | 4:50         |
| 9.                  | «Блюз» (**) (на студийных альбомах не издавалась) |                                                    | 6:00         |
| 10.                 | «Сестра»                                          | Инна Желанная                                      | 7:57         |
| 11.                 | «Мак»                                             | русская народная песня                             | 10:49        |
| 12.                 | «Рано-рано» (**)                                  | русская народная песня                             | 6:54         |
| Общая длительность: | Общая длительность:                               | Общая длительность:                                | 1:13:44      |

(*) - отсутствует на переиздании 2006 года

(**) - присутствует только на переиздании 2006 года

## Участники записи
- Инна Желанная — вокал (1-3, 6-12), акустическая гитара (1-3, 6, 7, 9, 11, 12), тамбурин
- Сергей Калачев — бас-гитара (1-3, 5-12), жалейка (3, 5, 6, 8)
- Сергей Старостин — вокал (4, 5, 7, 12), кларнет (2, 3, 6, 8-12), калюка (2, 5, 12), рожок (6, 7, 9, 12)
- Сергей Клевенский — кларнет (2, 9, 10-12), калюка (2, 7, 10-12)
- Павел Тимофеев — барабаны (2, 3, 5-7, 9-12)
- Александр Чепарукин — перкуссия (2, 5-7, 9, 11, 12)